# Mausoleum am Büchenberg
Das Mausoleum am Büchenberg in Detmold im nordrhein-westfälischen Kreis Lippe war ursprünglich Teil des Friedrichstaler Kanals und wurde Mitte des 19. Jahrhunderts zum Mausoleum für die Mitglieder des Lippischen Fürstenhauses umgebaut. Das Bauwerk steht seit dem 7. Januar 1983 unter Denkmalschutz.

## Geschichte und Architektur

### Die Grotte als Teil des Friedrichstaler Kanals

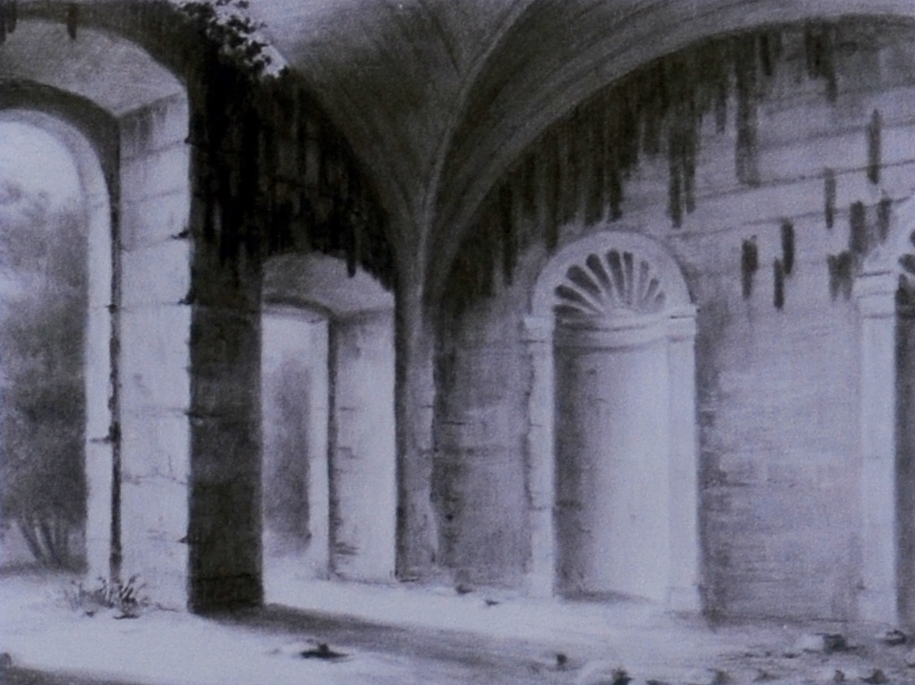
Das Innere der Grotte auf einer Zeichnung von Ludwig Menke, 1847

Unter Graf Friedrich Adolf begann ab 1701 der Bau des Friedrichstaler Kanals. Nachdem die Kanalarbeiten im Jahr 1704 abgeschlossen waren, wurde zwischen 1705 bzw. 1708 und 1712 die sogenannte „Muschelgrotte“ nach Entwürfen von Hans Hinrich Rundt gebaut. Als Bauleiter war der Niederländer Jan Krose tätig.
Im Inneren erhielten die Nischen rechts, links und am Stirnende muschelförmige Abschlüsse, und die mit Marmorplatten verkleideten Wände wurden mit polierten Muschelschalen verziert. Stuckarbeiten wurden, wie auch beim Residenzschloss, von dem Italiener M. Camminata ausgeführt. Röhren im Fußboden sollten Besucher mit „Spritzerlein“ überraschen. Die Decke war als Kreuzgewölbe mit einem schiefergedeckten, achteckigen Turm ausgestaltet, durch dessen Fenster Licht in die Grotte fiel. Die Front wurde laut Gaul durch vier rustizierte Pilaster bestimmt, in der Mitte befand sich ein rundbogiges Portal, rechts und links jeweils eine rechteckige Tür. Nach oben abgeschlossen wurde die Front durch ein Gebälk mit Balustrade.
Ein Brand in der Neuen Orangerie war der Anfang vom Ende des Projekts Friedrichstaler Kanal. Für den Unterhalt der Anlage waren keine ausreichenden finanziellen Mittel vorhanden, der Verfall der Muschelgrotte begann. Als Graf Simon August 1748 die Regentschaft übernahm, verfügte er den Verkauf von Mauerwerk der Grotte als Baumaterial. 1803 ließ Fürstin Pauline den Innenraum erneuern, ohne jedoch das Bauwerk einer neuen Nutzung zuzuführen.

### Der Umbau zum Mausoleum

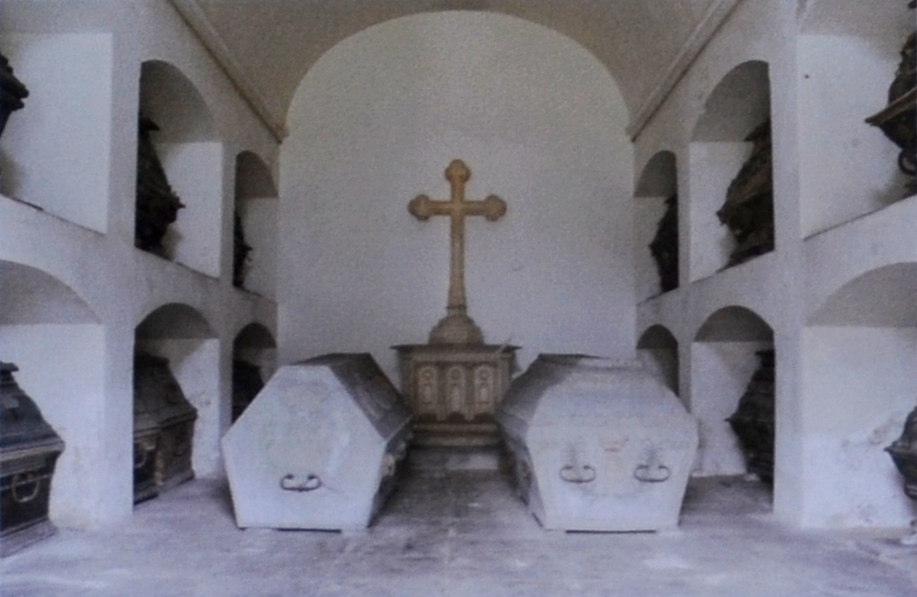
Das Innere des Mausoleums

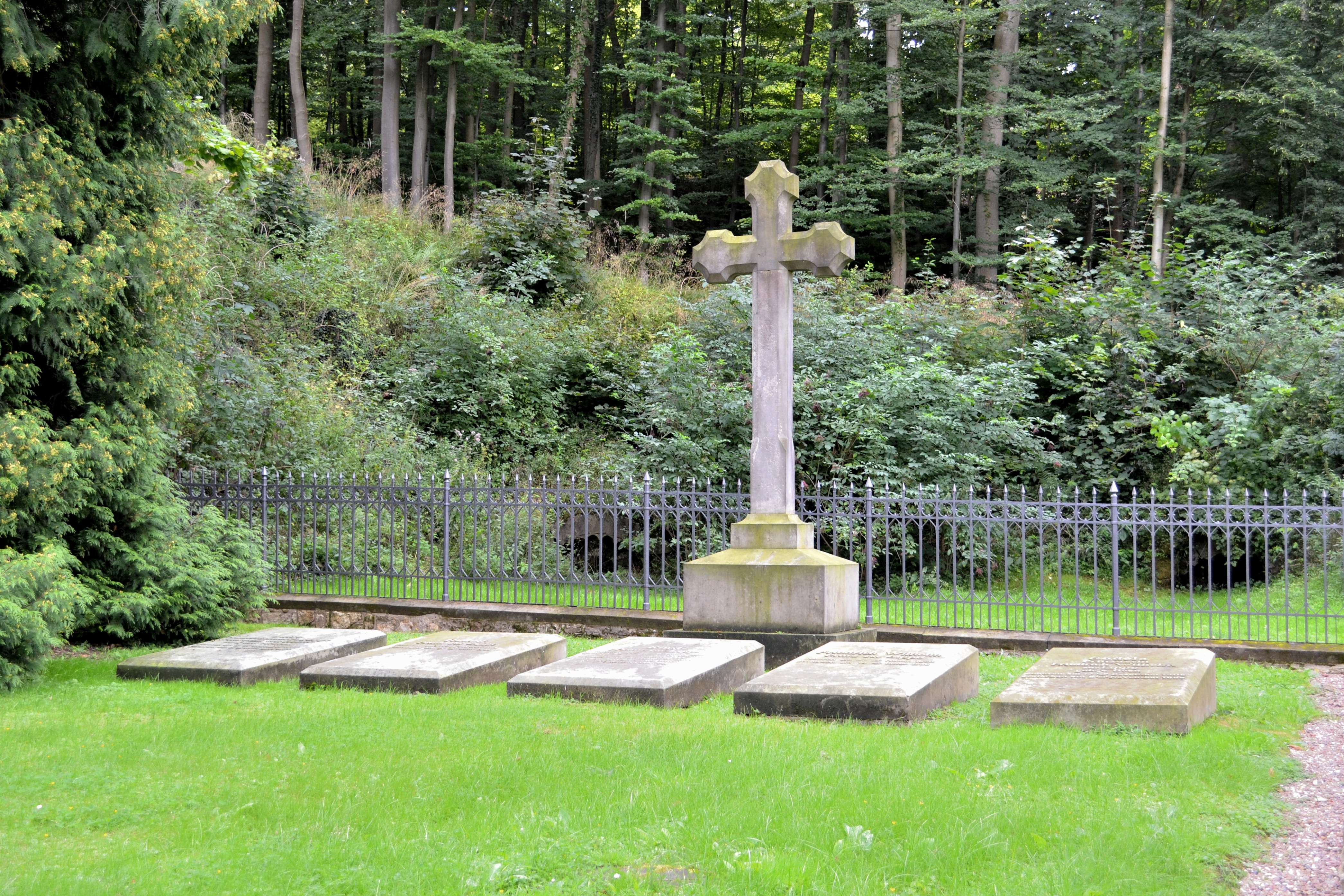
Rechter Teil des Vorhofs

Bis Mitte des 19. Jahrhunderts wurden die Mitglieder des Hauses Lippe in einer Gruft unter der Erlöserkirche am Markt beigesetzt. Raumnot zwang Fürst Leopold III. jedoch, sich nach einer neuen Bestattungsmöglichkeit umzusehen, und so kam man auf den Gedanken, die vernachlässigte Grotte zu einem Mausoleum umzubauen. Im Jahr 1855 wurde die Fassade im neugotischen Stil mit polygonalen Zinnenstreben und Giebel wiederaufgebaut, der Vorhof mit neugotischem Gitterwerk zwischen polygonalen Pfeilern eingeschlossen. Anschließend wurden die Gebeine von Fürst Leopold II. und Prinz Karl in das Mausoleum umgebettet, die Überführung weiterer Särge folgte im Juli 1908. Ebenfalls im Jahr 1908 wurde in Detmold die neuerbaute Christuskirche eingeweiht, in deren Gruft fortan die Gebeine der Linie Lippe-Biesterfeld bestattet wurden.
Die Novemberrevolution 1918 bedeutete das Ende der Monarchie in Deutschland und damit auch der Regentschaft des Fürstenhauses Lippe. Das Mausoleum fiel an den Freistaat Lippe und später an den Landesverband Lippe als dessen Rechtsnachfolger. Durch Freistaat und Landesverband wurden über die Jahre umfassende Renovierungen vorgenommen, so wurden u. a. 1930 die Nischen in der rechten Flügelmauer wiederhergestellt, und 1949 wurde das im Krieg zerstörte Dachgewölbe erneuert.
Auch nach Ende der Monarchie wurden Angehörige des Hauses Lippe im oder vor dem Mausoleum bestattet.
Heutzutage befinden sich in dem Raum rechts und links jeweils acht Nischen zur Aufnahme der Särge, in der Mitte stehen zwei künstlerisch bedeutende Prachtsarkophage aus Blei. Diese enthalten die Gebeine von Graf Friedrich Adolf und Graf Simon Heinrich Adolph. Weitere Gräber befinden sich auf dem eingezäunten Vorhof.
Im Jahr 2010 stellten die Freunde der Residenz entlang des Friedrichstaler Kanals Informationstafeln auf. Gleichzeitig wurde der Baumbestand vor dem Mausoleum gelichtet, so dass es seitdem wieder frei von der Paderborner Straße aus zu sehen ist.